# Ausbesserungswerk Neumünster

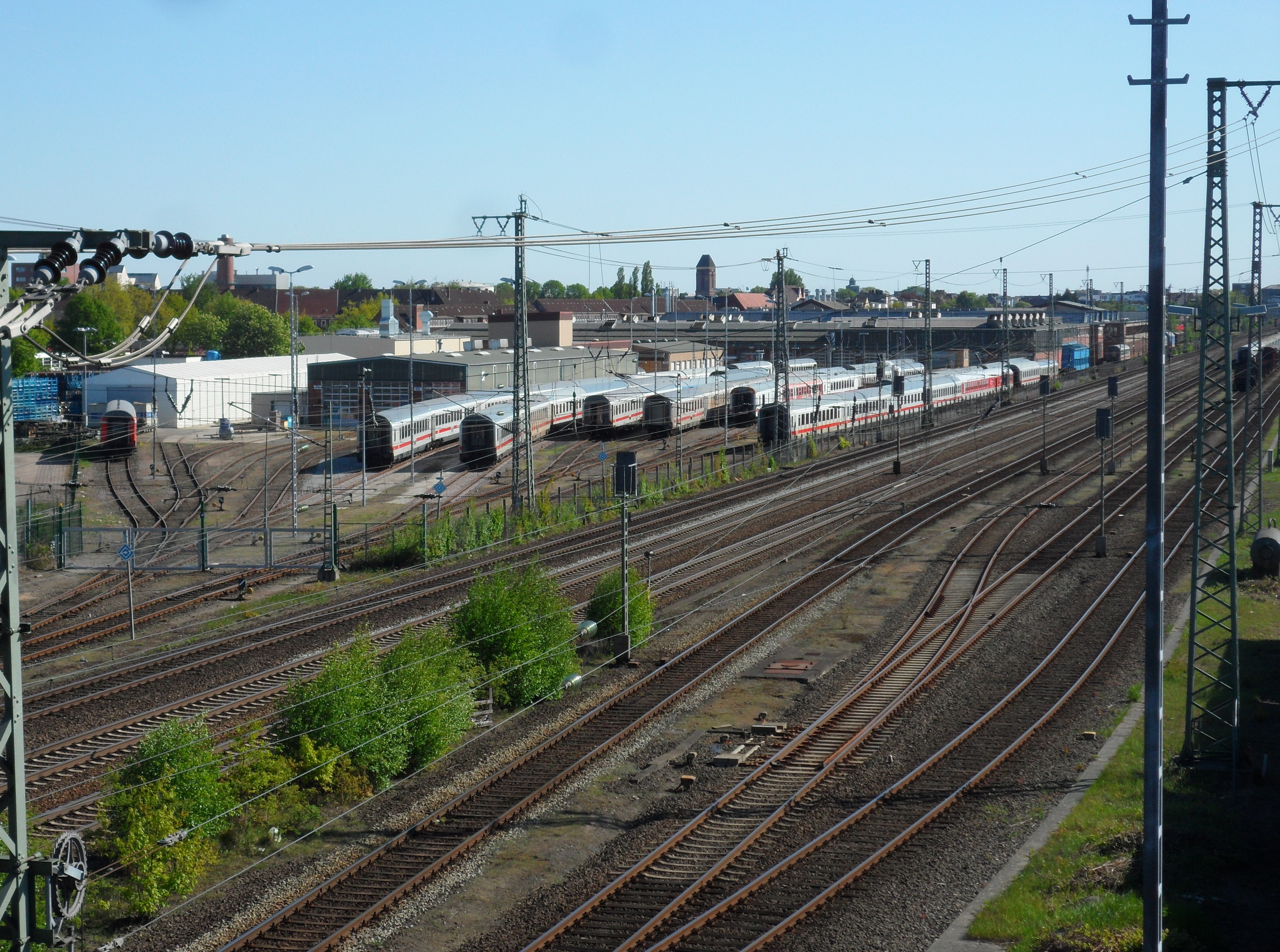
Ausbesserungswerk Neumünster

Das Eisenbahnausbesserungswerk Neumünster, kurz AW Neumünster, ist ein seit 1861 bestehendes Ausbesserungswerk in der Kieler Straße 119 in Neumünster. Das Werk gehört zu der Tochtergesellschaft DB Fahrzeuginstandhaltung der Deutschen Bahn, die mit mehreren hundert Beschäftigten einer der größten Arbeitgeber in der Stadt Neumünster ist.

## Aufgaben
Im Werk werden unter anderem und weitere Eisenbahnverkehrsunternehmen schwere Instandhaltung an Elektrotriebwagen, Verbrennungstriebwagen und Reisezugwagen und Großprojekte an Personenverkehrsfahrzeugen durchgeführt sowie für den größten Teil der Fahrzeuge der Deutschen Bahn und externer Kunden Drehgestelle, Küchenkomponenten, Klimaanlagen und Toilettenkomponenten aufgearbeitet.
In Neumünster werden mittels industriellem 3D-Druck aus Hochleistungskunststoffen Ersatzteile produziert.
2020 begann die bis voraussichtlich 2024[veraltet] unter anderem im Werk Neumünster durchgeführte Lebensdauerverlängerung des ICE 1 in Neumünster mit dem Schwerpunkt im Bereich der Mittelwagen der Ersten Klasse.

## Geschichte

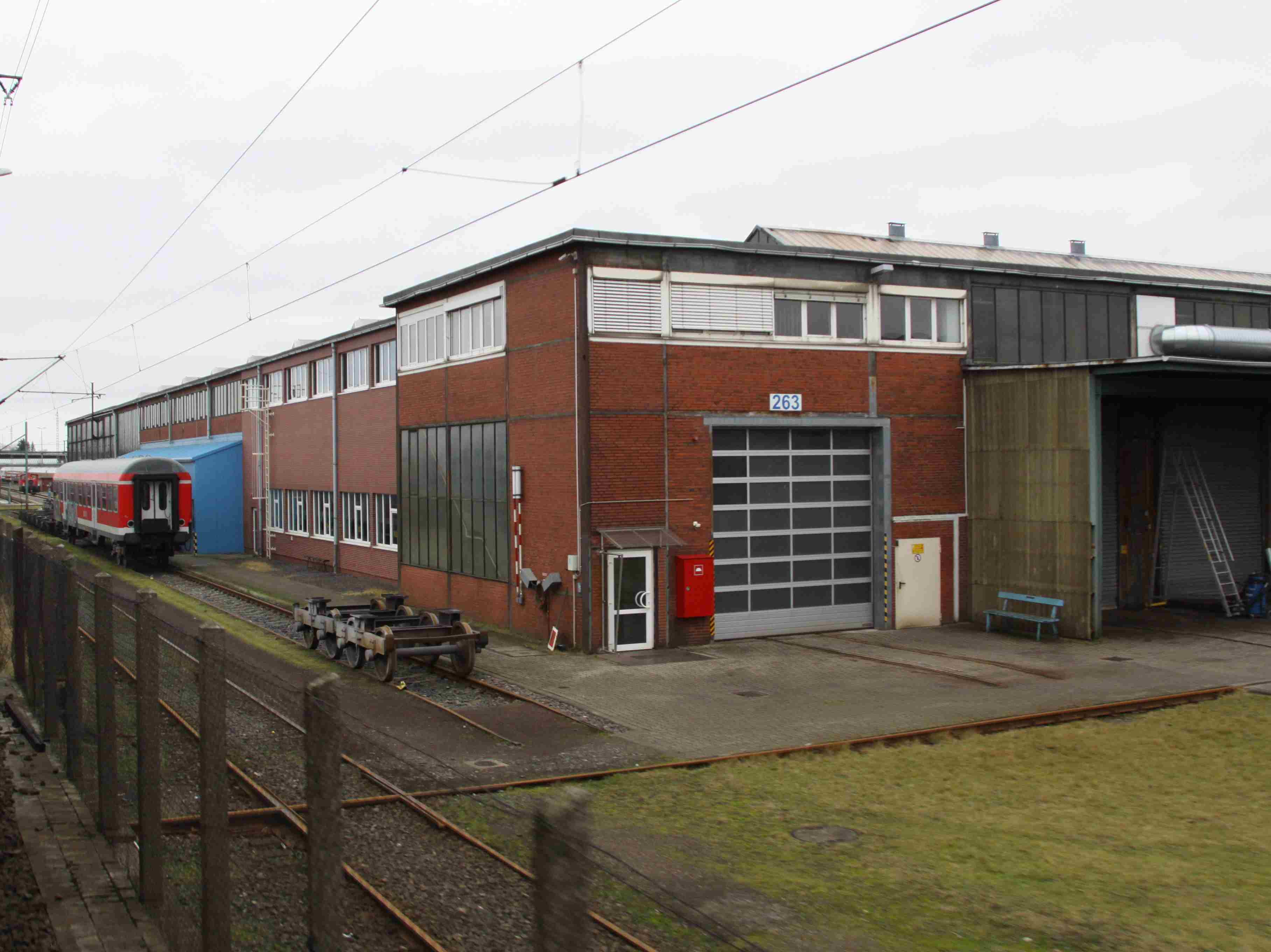
Detailaufnahme Werk Neumünster

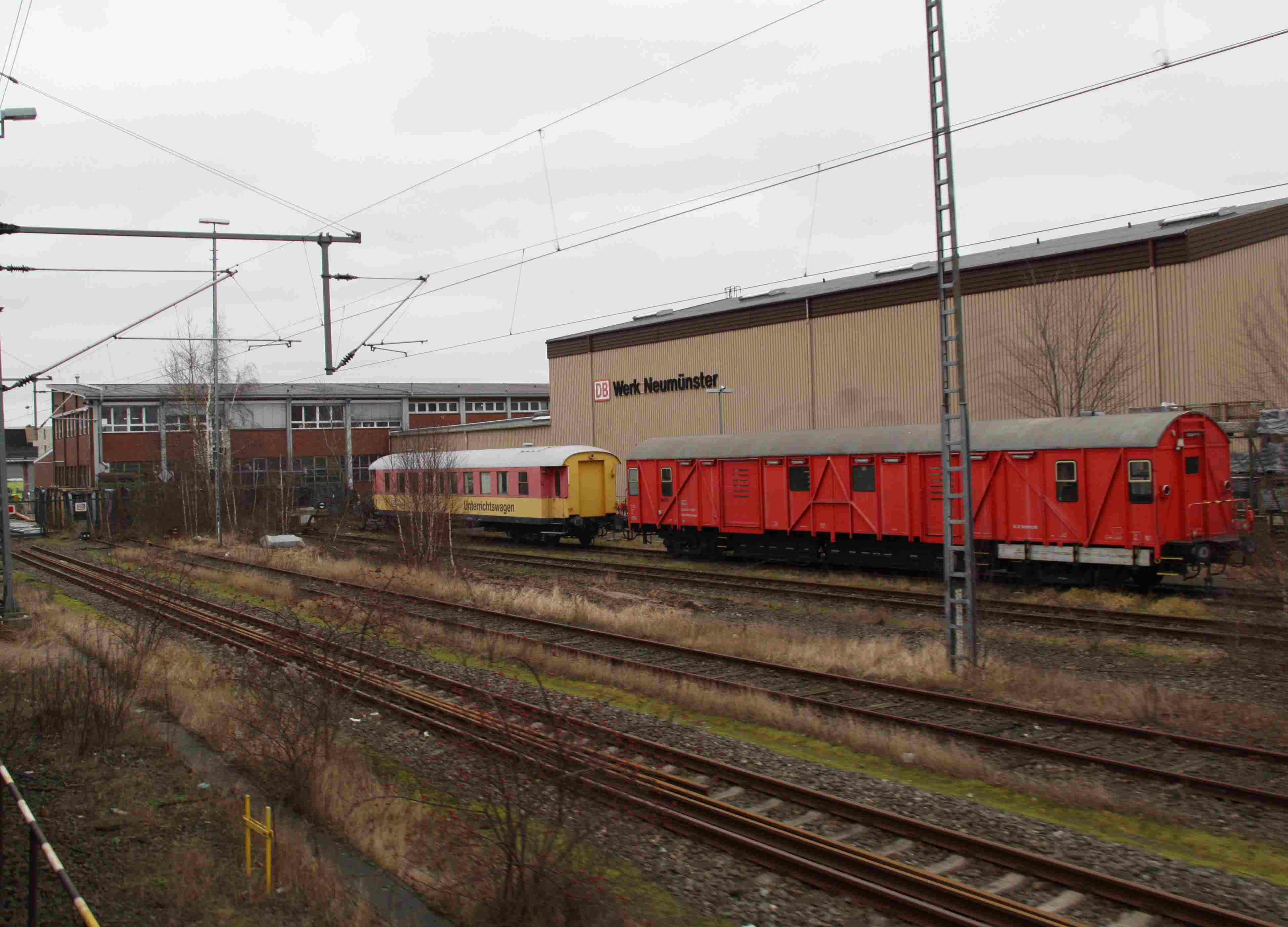
Detailaufnahme Werk Neumünster

Für den wachsenden Betrieb benötigte die Altona-Kieler Eisenbahn-Gesellschaft eine leistungsfähige Werkstatt. Da in Kiel und Altona kein Platz vorhanden war und in Neumünster die Strecke nach Rendsburg bis nach Flensburg erweitert werden sollte, wurde Neumünster als Standort gewählt. 1861 wurde das Werk direkt gegenüber dem Bahnhof eröffnet. Es wurden zunächst Lokomotiven und Wagen jeder Art untersucht und repariert. Nach dem Deutsch-Dänischen Krieg 1864 wuchs die Bedeutung des Werkes, preußische Fahrzeuge kamen nach Neumünster. 1869 zog das Werk in die Kieler Chaussee, etwas weiter weg vom Bahnhof, an den heutigen Standort um. Hier war es möglich, eine Siedlung für die Beschäftigten des Werkes anzulegen. Das Werk verfügte über eine Schiebebühne, an der auf jeder Seite fünf Stände waren, an denen Loks oder Wagen bearbeitet werden konnten. Daneben waren eine Dreherei, eine große Holzwerkstatt für die damals noch überwiegend aus Holz bestehenden Aufbauten der Wagen und eine Schmiede. Zwei Radsatzdrehbänke waren vorhanden. 1877 wurde die Halle um zehn Stände erweitert. 1884 ging das Werk an die preußische Staatsbahn über. Da Lokomotiven und Wagen immer länger wurden, reichte die alte Halle nicht mehr aus. 1893 wurde eine neue Halle in Betrieb genommen, die doppelt so groß war wie die bisherige. Die Zahl der Beschäftigten wuchs, für die weitere Werkswohnungen errichtet wurden. 1918 hatte das Werk 1770 Beschäftigte.
Nach dem Ersten Weltkrieg wurde aus Rationalisierungsgründen eine Spezialisierung durchgeführt. Die Lokomotivenwartung wurde an das Ausbesserungswerk Glückstadt abgegeben, die Weichenschmiede wurde geschlossen. Schon damals wurde überwiegend an hochwertigen Reisezugwagen und Personenwagen aus der Region gearbeitet. Mit der zunehmenden Militarisierung gehörte wieder das Herrichten von Wagen für Truppentransporte und als Lazarettwagen zum Programm. Güterwagen wurden in Behelfspersonenwagen MCi-43 umgebaut.
Im April 1945 wurde das Werk durch die Luftangriffe auf Neumünster fast vollständig zerstört. Da dringend Güterwagen gebraucht wurden, ging die Belegschaft an einen zügigen Aufbau, eine Radsatzdrehbank hatte die Zerstörung überstanden. Als sich die Verhältnisse einigermaßen normalisiert hatten, waren wieder die Reisezugwagen der Schwerpunkt des Werkes. Die Schiebebühnen wurden an die neuen 26,4 Meter langen Wagen angepasst, sie sind heute noch vorhanden. Neumünster teilte sich die Unterhaltung der Reisezugwagen der Deutschen Bundesbahn mit dem Ausbesserungswerk in Krefeld-Oppum und dem Ausbesserungswerk München-Neuaubing. Unter anderem wurden für den zweiklassigen Intercity 1979 die 2.-Klasse-Wagen für die Höchstgeschwindigkeit von 200 km/h umgebaut.
Die Bahnreform 1994 brachte Ungewissheit um die Zukunft des Werkes mit sich. Die Deutsche Bahn schloss alle anderen im Westen gelegenen Ausbesserungswerke für Reisezugwagen, neben Neumünster blieb nur noch das Ausbesserungswerk Wittenberge für die Wartung von Personenwagen erhalten. Neben der Unterhaltung bekamen Umbauten ein immer stärkeres Gewicht. So hat das Werk im Ausland einen guten Ruf.
Im Herbst 2003 kündigte die Deutsche Bahn an, im Folgejahr 185 von 640 Arbeitsplätzen abzubauen. 2011 waren im Werk Neumünster wieder 700 Beschäftigte und 2023 waren es 44 Ausbildungsplätze und insgesamt rund 600 Beschäftigte.
Die Deutsche Bahn kündigte im Mai 2023 an, von 2027 bis Ende 2028 mit Investitionen von rund 320 Millionen Euro das Werk für die Instandhaltung des ICE L auszubauen und ab 2029 auf die große Instandhaltung wie Revisionen der Wagen und deren Einzelradfahrwerken zu spezialisieren. Diese Pläne wurden 2024 verworfen.